# Moncloa-Palast

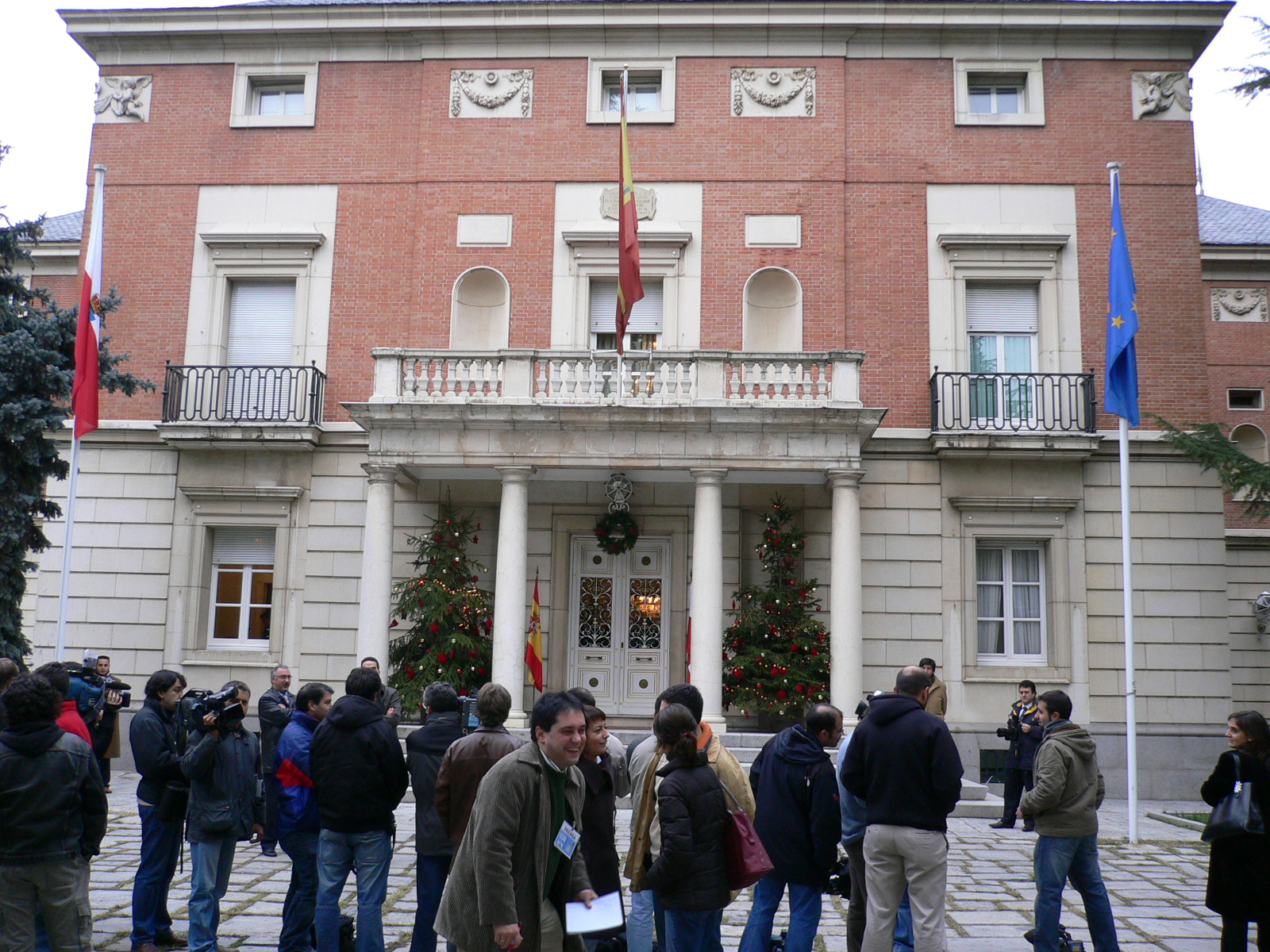

Der Moncloa-Palast (spanisch: Palacio de la Moncloa) im Madrider Stadtteil Moncloa-Aravaca ist seit 1977 der offizielle Sitz des Ministerpräsidenten von Spanien. Zusammen mit den angrenzenden Pressebüros und den Sitzen der Vizepräsidenten (wenn vorhanden) formt er den Moncloa-Komplex. In der Regel tritt dort an jedem Freitag der Ministerrat zusammen.
Der Sitz des Ministerpräsidenten, der sich zuvor am Paseo de la Castellana in Madrid befand, wurde 1977 von Adolfo Suárez in den Moncloa-Palast verlegt.
Im täglichen Sprachgebrauch, auch seitens der spanischen Medien, wird „La Moncloa“ als Synonym für den spanischen Ministerpräsidenten und dessen Stab benutzt, ähnlich wie „Weißes Haus“ wenn von dem Präsidenten der USA die Rede ist. Der Begriff findet sich auch in der Internetadresse der spanischen Regierung wieder, die www.lamoncloa.gob.es lautet.

## Geschichte

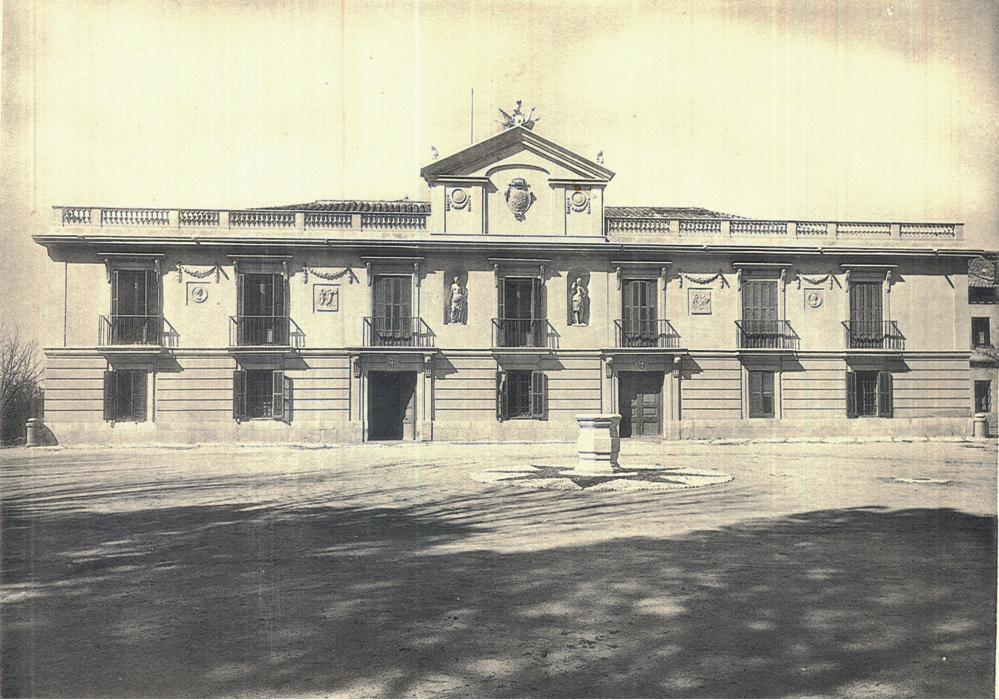
Der Palacete vor dem Bürgerkrieg

Auf dem Gebiet des heutigen Moncloa-Komplexes lagen im 17. Jahrhundert zwei Landgüter. Das eine gehörte dem Grafen von Monclova, das andere dem Grafen von Sora, sodass sich für sie die Bezeichnungen Huerta de Moncloa und Huerta de Sora einbürgerten. 1660 erwarb Gaspar de Haro y Guzmán beide Landgüter und ließ dort ein kleines Schloss errichten, das Palacete de Moncloa oder wegen seiner Vielzahl an Fresken auch Casa Pintada (bemaltes Haus) genannt wurde.
Danach wechselten die Grundstücke mehrfach den Eigentümer, bis sie schließlich 1795 von König Karl IV. erworben wurden. 1868 fiel das Eigentum an den spanischen Staat. Die Ländereien und der Palacete wurden unter anderem als Landwirtschaftsschule, Museum und sporadisch als Sommerresidenz von Ministerpräsidenten genutzt.
Im Spanischen Bürgerkrieg wurde der Palacete im Zuge der Belagerung von Madrid zerstört. Ludwig Renn, der Kommandeur des Thälmann-Bataillons, beschreibt in seinem Buch Im Spanischen Krieg den Kampf um den Gebäudekomplex.
An der Stelle des Palecete wurde von 1949 bis 1953 der heutige Moncloa-Palast errichtet, der bis Ende 1976 als Gästehaus für hochrangige Staatsgäste genutzt wurde.
Während des Übergangs Spaniens zur Demokratie verlegte Adolfo Suárez 1977 den Amtssitz des Ministerpräsidenten auch aus Sicherheitsgründen aus dem Zentrum Madrids in den Moncloa-Palast, der seitdem den Ministerpräsidenten in den Obergeschossen auch als Privatwohnung dient. Den Innenhof ließ Suárez überdachen, sodass aus diesem der Säulensaal (Salón de Columnas) wurde, in dem am 25. Oktober 1977 der Pakt von Moncloa unterzeichnet wurde.

## Lage
Der Moncloa-Komplex liegt am nordwestlichen Stadtrand von Madrid im Stadtbezirk Moncloa-Aravaca zwischen den Stadtautobahnen M-30 und A-6 und umfasst eine Fläche von ca. 20 Hektar.

## Moncloa-Komplex
Der westliche, ca. 6 Hektar große Teil bildet einen Park, der auf das 17. Jahrhundert zurückgeht. In diesem liegt der eigentliche Moncloa-Palast und das Edificio del Consejo de Ministros (Gebäude des Ministerrats). Der Moncloa-Palast selbst dient seit 1989 praktisch nur noch als Privatwohnung des Ministerpräsidenten. Für die Kabinettssitzungen der spanischen Regierung und andere offizielle Anlässe (wie Staatsempfänge), die zuvor auch dort stattfanden, wurde 1989 während der Amtszeit von Felipe González das Edificio del Consejo de Ministros errichtet.
Der restliche Teil des Moncloa-Komplexes wird von verschiedenen anderen Dienstgebäuden, Grünflächen, Parkplätzen und einem Hubschrauberlandeplatz eingenommen.